# 6296 Cleveland
6296 Cleveland è un asteroide della fascia principale. Scoperto nel 1988, presenta un'orbita caratterizzata da un semiasse maggiore pari a 1,8909025 UA e da un'eccentricità di 0,0620550, inclinata di 27,05665° rispetto all'eclittica.